# 찰스 바클리
찰스 웨이드 바클리(영어: Charles Wade Barkley, 1963년 2월 20일 ~ )는 미국의 은퇴한 농구 선수이자 2013년 현재 텔레비전 프로그램 《인사이드 더 NBA》의 농구 분석가이다. “척”(Chuck), “바클리 경”(Sir Charles), “리바운드하는 둥근 뭉치”(The Round Mound of Rebound)라는 별명으로도 잘 알려져 있으며 NBA 역사상 가장 압도적인 파워 포워드 중 한 명이다. 오번 대학교의 농구 팀 선수로 1981년부터 1984년까지 활약하였다. 1984년 필라델피아 세븐티식서스에 입단하여, 1986~1987 시즌 리바운드 부문에서 1위를 기록했고, 경기당 득점도 20점 이상을 기록했다. 1991~1992 시즌 후 피닉스 선즈로 이적했다가, 1995~1996 시즌 후에는 휴스턴 로키츠로 이적하였다. 1992년과 1996년 하계 올림픽에 드림팀의 일원으로 참가하여 2연속 금메달을 획득하기도 하였다. 2000년에 은퇴하여 NBA 경기의 TV 분석자가 되었다. 정치에 관심을 가지기 시작한 2008년 10월에 앨라배마주의 주지사를 위한 선거에 나가겠다는 선언을 하였으나, 2010년 마음을 바꾸었다.

## 어린 시절
미국 앨라배마주 버밍햄에서 10마일 정도 떨어져 있는 리즈 외곽에서 태어나고 자랐다. 리즈 고등학교 3학년 때 바클리는 신장 1.78 m(5 피트, 10 인치), 몸무게 99.8 kg(220 파운드)였다. 어번 대학교 농구 팀에 들어가지는 못하고 후보자 명단에 이름을 올렸다. 3학년 여름 동안 키가 6 피트 4 인치(1.93 m)까지 자라면서 대학 팀에 시작 포지션을 얻었다. 한 경기에 19.1 득점, 17.9 리바운드를 평균하였고, 주립 준결승전으로 향하는 도중에 자신의 팀을 26승 3패로 이끌었다. 자신의 향상에 불구하고 바클리는 앨라배마 주의 가장 높이 보강된 선수 바비 리 헌트에 대항하며 26점을 득점한 주립 고등학교 준결승전이 열리기까지 대학 스카웃으로부터 주의력을 얻지 않았다.
오번 대학교에서 비지니스 경영학을 수학하면서 곧 팀의 코치 소니 스미스에 의하여 보충되었다.

## 대학 선수 경력
바클리는 오번 대학교를 위하여 3년 동안 대학 농구 선수로 활약하였다. 자신의 몸무게를 억제하는 데 애를 쓰면서도 그는 선수로서 뛰어났으며, 각해마다 리바운드에서 남동부 경기전을 이끌었다. 그는 관중들을 기쁘게 하는 인기 선수가 되었고, 자신의 몸무게와 신장의 부족을 속여 나타낸 블록과 덩크 슛으로 팬들을 놀라게 하였다. 그의 체력적 사이즈와 실력들로 "리바운드의 둥근 무더기"라는 별명을 얻었다.
대학 선수 경력 동안에 평균적 센터보다 작음에 불구하고 센터 포지션으로 활약하였다. 자신의 저서 "잘못되었을 거 같지만 의심한다"에서 자신의 공식적 신장 6 피트 6 인치(1.98m)이 6 피트 4 인치(1.93m)로 나왔다. 오번 대학교의 전세기 팀의 단원이 되었고, 아직도 62.6% 경력 골의 오번 기록을 보유하고 있다. 그는 "올해의 남동부 경기전 선수"(1984), 3회의 전 남동부 선출전과 1회의 전 미국 선출전의 세컨드 팀을 포함한 몇몇의 상을 수상하였다. 후에 버밍햄 포스트 헤럴드 신문에 의하여 1980년대를 위한 10년의 남동부 선수로 선정되었다.
자신의 3년간 대학 선수 경력에 68.2% 필드골 슈팅에 14.8 득점, 한 경기에 9.6 리바운드, 1.6 도움, 1.7 블록을 평균하였다. 1984년에 NCAA 토너먼트에 1번 밖에 안 나오고, 80% 필드골 슈팅에 23 득점, 17 리바운드, 4 도움, 2 스틸, 2 블록을 평균하였다. 2001년 3월 3일 오번 대학교는 바클리의 34번 셔츠를 영구 결번시켰다.

## NBA 경력

### 필라델피아 세븐티식서스
바클리는 자신의 오번 대학교 마지막 해 전에 떠나 1984년 NBA 드래프트를 위한 자격을 만들었다. 시카고 불스가 마이클 조던을 보강한 2개의 슬롯 후에 필라델피아 세븐티식서스에 의하여 퍼스트 라운드에서 5번째 선택으로 지명되었다. 그는 1983년 NBA 챔피언십에 필라델피아를 이끈 선수들 줄리어스 어빙, 모제스 말론, 모리스 칙스를 포함한 베테랑 선수들에 가입하였다. 말론의 지도 아래, 바클리는 자신의 몸무게를 관리할 수 있었고 경기를 위하여 자신의 조건을 설치하고 준비하는 것을 배웠다. 정규 시즌 동안에 경기당 14.0 득점, 8.6 리바운드를 기록하면서 NBA 올루키 팀에 선정되었다. 포스트시즌에 세븐티식서스는 동부 컨퍼런스 파이널에 진출하였으나 보스턴 셀틱스에 의하여 5개의 경기에서 패하고 말았다. 루키로서 바클리는 한 경기에 14.9 득점, 11.1 리바운드를 하였다.
자신의 두 번째 해에 바클리는 팀을 대표하는 리바운더가 되었고, 한 경기에 평균 20.0 득점과 12.8 리바운드를 기록하면서 팀내 2번째 득점을 기록하였다. 이듬해 그는 세븐티식서스의 선발 파워포워드가 되었고, 한 경기 평균 25.0 득점, 15.8 리바운드를 기록하며 자신의 팀을 플레이오프로 이끌었다. 하지만 그의 활약에도 불구하고 필라델피아는 동부 경기 준결승전에서 밀워키 벅스에게 4대 3으로 패하였다. 그는 올 NBA 세컨드 팀에 선발되기도 하였다.
1986~87 시즌 전에 모지스 말론은 워싱턴 불리츠로 이적되었고, 바클리는 팀의 리더로서 조정을 보였다. 한 경기에 14.6 리바운드를 평균하여 자신의 첫 리바운드 타이틀을 얻고, 한 경기에 5.7과 함께 모욕적인 리바운드에서 리그를 이끌기도 하였다. 0.594 슈팅에서 23.0 득점을 평균하여 NBA 올스타 경기에 처음으로 보내지고, 두 번째 연속적 시즌을 위한 올 NBA 세컨드 팀 명예를 얻었다. 플레이오프에서 바클리는 두 번째 연속적 해를 위한 패배적 노력에서 24.6 득점과 12.6 리바운드를 평균하였다.
다음 시즌에 줄리어스 어빙은 은퇴를 선언하였고, 바클리는 세븐티식서스의 프랜차이즈 선수가 되었다. 80개의 경기에서 활약하고 자신의 가까운 동료 선수보다 300분 더 많이 얻으면서 바클리는 자신의 가장 생산적인 시즌을 가졌으며, 한 경기에 28.3 득점, 0.587 슈팅, 11.9 리바운드를 평균하였다. 자신의 두 번째 올스타 경기에 나왔고 자신의 경력 처음으로 올 NBA 퍼스트 팀에 임명되었다. 필라델피아의 프랜차이즈 선수로서 자신의 명성 지위는 스포츠 일러스트레이티드의 표지에 처음으로 나오는 일로 이끌었다. 1988~89 시즌에 바클리는 지속적으로 잘 활약하여 한 경기에 25.8 득점, 0.579 슈팅, 12.5 리바운드를 평균하였다. 자신의 세 번째 올스타 경기에 나오고 두 번째 연속적 시즌을 위한 올 NBA 퍼스트 팀에 임명되었다. 바클리의 0.644 슈팅에 27.0 득점, 한 경기에 11.7 리바운드, 5.3 도움을 공헌함에 불구하고, 세븐티식서스는 플레이오프의 첫 라운드에서 뉴욕 닉스에 의하여 쓸어지고 말았다.
1989~90 시즌 동안에 더 많은 1위 투표들을 얻음에 불구하고 바클리는 MVP 투표에서 로스앤젤레스 레이커스의 매직 존슨에 밀려 2위로 왔다. 그는 스포팅 뉴스와 바스켓볼 위클리에 의하여 "올해의 선수"로 선정되었다. 한 경기에 25.2 득점과 11.5 리바운드를 평균하였고 0.600 슈팅에 높은 경력을 쌓았다. 그는 세 번째로 올 NBA 퍼스트 팀에 임명되었고, 4번째 올스타 선정을 얻었다. 그는 필라델피아를 53개의 정규 시즌 경기들에서 우승하는 데 도움을 주었고, 5개의 동부 경기 준결승전 시리즈에서만 시카고 불스에게 패하였다. 또다른 포스트시즌 패배에서 24.7 득점과 15.5 리바운드를 평균하였다. 그의 제외적인 활약이 자신의 7번째 시즌에 지속적으로 들어가 0.570 슈팅에 27.6 득점, 한 경기에 10.1 리바운드를 평균하였다. 그의 5번째 연속적 올스타 경기 출연은 아직 그의 최선을 증명하였다. 17 득점과 22 리바운드와 함께 동부가 서부를 116 대 114로 꺾는 데 이끌면서 윌트 체임벌린 이래 가장 많은 리바운드를 평균하였다. 올스타 경기에서 MVP 명예를 얻고 시즌의 말기에 4번째 연속적인 해를 위한 올 NBA 퍼스트 팀에 임명되었다. 포스트시즌에 세븐티식서스는 다시 동부 경기 준결승전에서 불스에게 패하였고, 바클리는 한 경기에 24.9 득점과 10.5 리바운드를 평균하였다.

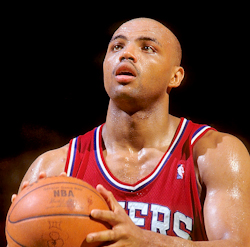
1991년의 바클리

1991~92 시즌은 세븐티식서스에서 바클리의 마지막 해였다. 마지막 시즌에 바클리는 0.552 슈팅에 23.1 득점, 한 경기에 11.1 리바운드를 평균하면서 자신의 6번째 연속적 올스타 출연, 7번째 연속적 올 NBA 세컨드 팀에 임명되었다. 그는 팀 역사에 4위(총 득점 14,184), 평균 득점에서 3위(한 경기에 23.3 득점), 리바운드에서 3위(7,079), 도움에서 8위(2,276), 필드골 퍼센티지에서 2위(0.576)에 오면서 자신의 세븐티식서스 경력을 끝냈다. 그는 7개의 시즌 동안에 리바운드와 필드골 퍼센티지, 지속적인 6년 동안 득점에서 필라델피아를 이끌었다. 1992년 7월 17일 제프 호너섹, 팀 페리, 앤드루 랭을 위한 교환에서 피닉스 선스로 이적되었다.
필라델피아에서 바클리의 8개의 시즌 동안에 그는 잘 알려진 이름이 되었다. 그는 나이키와 함께 자신의 사인이 달린 운동화 라인을 소유하기도 하였다. 1990년 디트로이트 피스톤즈의 센터 빌 레임비어와 싸우면서 총 162,500 달러의 벌금을 물었다.

### 피닉스 선즈
1992~93 시즌에 피닉스 선즈로 이적은 바클리와 팀을 위해 잘 나갔다. 0.520 슈팅에 25.6 득점, 한 경기에 12.2 리바운드를 평균하면서 그는 선스를 NBA 최선 62승 20패의 기록으로 이끌었다. 자신의 노력으로서, 바클리는 리그의 MVP 상을 수상하고 7번째의 연속적 올스타 경기에 뽑혔다. 그는 이적된 후에 즉시로 시즌에 MVP 명예를 얻은 3번째 선수가 되었다. 바클리가 조던에게 선즈가 타이틀을 우승하는 데 운명이란 선언을 했음에 불구하고, 선즈는 불스에게 6개의 경기에서 패하였다. 챔피언십 시리즈를 통하여 한 경기에 27.3 득점, 13.0 리바운드, 5.5 도움을 포함하여 포스트시즌 전체 동안에 그는 한 경기에 26.6 득점, 13.6 리바운드를 평균하였다. 결승전의 4번째 경기에서 바클리는 32 득점, 12 리바운드, 10 도움 후에 두세배를 기록하였다.
등의 고통을 겪은 결과로 바클리는 1993~94 시즌 동안에 피닉스 선수에서 자신의 마지막 해를 사색하기 시작하였다. 자신의 경력 최악의 부상 문제를 통하여 활약하면서 0.495 슈팅에 21.6 득점, 한 경기에 11.2 리바운드를 평균하였다. 그는 8번째 연속적 올스타 경기에 뽑혔으나 오른쪽 사두근 건이 찢어져 경기에 뛰지 않았다. 바클리가 부상을 싸우면서 선즈는 아직도 56승 26패의 기록을 세우면서 서부 경기 준결승전에 나갈 수 있었다. 시리즈에서 2 대 0의 지도를 보유함에 불구하고 선스는 7개의 경기에서 휴스턴 로키츠에게 패하였다. 자신의 부상에 불구하고 골든스테이트 워리어스에 대항하는 첫 라운드 플레이오프 시리즈의 3번째 경기에서 바클리는 31개의 필드골 시도에서 23개를 치고 56 득점과 끝냈다. 오프시즌에서 은퇴를 예상한 후, 자신의 11번째 시즌에 돌아와 계속 부상과 싸웠다. 시즌의 첫 절밤 동안에 애를 썼으나 차차 향상되어 자신의 9번째 올스타 경기 출연을 이루었다. 선즈가 59승 23패의 기록을 이끄는 동안에 그는 0.486 슈팅에 23 득점, 한 경기에 11.1 리바운드를 평균하였다. 포스트시즌에 선즈가 시리즈에서 3 대 1로 이끔에 불구하고 7개의 경기에서 또 다시 로키츠에게 패하였다. 바클리는 0.500 슈팅에 25.7 득점, 한 경기에 13.4 리바운드를 평균하였으나 준결승전의 7번째 경기에서 다리 부상과 함께 탈락하였다.
1995~96 시즌은 피닉스 선즈에서 바클리의 마지막이었다. 0.500 슈팅에 23.3 득점, 11.6 리바운드를 평균하면서 팀을 이끌었으며, 서부 경기 선수들 사이에 톱으로 선출되면서 10번째 올스타 경기에 출연하였다. 또한 20,000 득점, 10,000 리바운드를 도달한 10번째 선수가 되었다. 포스트시즌에 바클리는 샌안토니오 스퍼스에게 4개의 경기에서 첫 라운드 플레이오프에서 패하였을 때 한 경기에 25.5 득점, 13.5 리바운드를 평균하였다. 선즈가 41승 41패, 퍼스트 라운드 플레이오프 패배와 함께 시즌을 마친 후, 바클리는 샘 캐설, 로버트 호리, 마크 브라이언트, 처키 브라운을 위한 교환에서 휴스턴 로키츠로 이적되었다.
선즈와 자신의 경력 동안에 바클리는 선수로서 뛰어났으며, 자신의 4개 시즌들마다 각각 올 NBA와 올스타 명예들을 얻었다.

### 휴스턴 로키츠
1996~97 시즌에 휴스턴 로키츠로 이적은 바클리가 NBA 챔피언십 타이틀을 얻는 데 마지막 기회였다. 그는 NBA의 위대한 50명의 선수들 중의 2명인 하킴 올라주원과 클라이드 드렉슬러를 포함한 베테랑 팀에 가입하였다. 시즌을 시작하면서 바클리는 시즌을 열은 선수로서 출전을 금지당하고 1996년 10월 25일 프리시즌 경기 동안에 찰스 오클리와 싸워 5,000 달러의 벌금을 물었다. 오클리가 바클리에 악명적인 파울을 일으킨 후에 바클리는 밀치기한 오클리에 의하여 책임을 지었다. 휴스턴 로키츠와의 자신의 첫 게임에서 바클리는 33개의 리바운드와 함께 높은 경력을 쌓았다. 시즌을 통하여 지속적으로 부상과 싸우고 53개의 경기 밖에 뛰지 않았으며, 자신의 왼쪽 골반에 생긴 멍과 상처로 14개, 오른쪽 발목이 삐어 11개, 출전 금지로 4개의 경기를 놓쳤다. 한 경기에 20 득점을 평균한 자신의 루키 해 이래에 0.484 슈팅에 19.2 득점을 평균하여 팀의 두 번째 지도력 득점 선수가 되었다. 올라주원이 슛의 수많은 수를 득점하면서 바클리는 주로 리바운드에 전념하여 한 경기에 13.5를 평균하면서 자신 경력에 두 번째로 최고 기록을 남겼다. 로키츠는 57승 25패의 기록으로 정규 시즌을 마치고, 서부 경기 결승전에 진출하였으나 유타 재즈에게 6개의 경기에서 패하였다. 또 다른 포스트시즌의 패배에서 바클리는 한 경기에 17.9 득점, 12.0 리바운드를 평균하였다.
1997~98 시즌은 바클리의 또 다른 부상적인 해였다. 그는 0.485 슈팅에 15.2 득점, 한 경기에 11.7 리바운드를 평균하였다. 로키츠는 41승 41패의 기록과 시즌을 마치고 플레이오프의 첫 라운드에서 유타 재즈에 의하여 5개의 경기에서 탈락되었다. 부사에 의하여 바클리는 4개의 경기에서 뛰고 한 경기에 9.0 득점, 5.3 리바운드, 21.8분으로 경력이 낮추어지고 말았다. 짧아진 시즌 동안에 바클리는 42개의 정규 시즌 경기를 활약하고 0.478 슈팅에 16.1 득점, 한 경기에 12.3 리바운드를 평균하였다. 그는 NBA 역사에서 체임벌린에 이어 자신의 경력에서 23,000 득점, 12,000 리바운드, 4,000 도움을 평균한 두 번째 선수가 되었다. 로키츠는 짧은 시즌을 31승 19패로 마치고 플레이오프에 진출하였다. 로스앤젤레스 레이커스에게 첫 라운드 플레이오프에서 패하였을 때 바클리는 0.529 슈팅에 23.5 득점, 한 경기에 13.8 리바운드를 평균하였다.
1999~2000 시즌은 NBA에서 바클리의 마지막 해가 되었다. 시초에 바클리는 0.477 슈팅에 14.5초, 한 경기에 10.5 리바운드를 평균하였다. 1999년 11월 10일 레이커스와의 경기에서 샤킬 오닐과 함께 퇴장당하였다. 오닐이 바클리의 바스켓 가까이서 한손의 슛을 막은 후, 오닐은 자기에게 공을 던진 바클리에게 밀치기하였다. 36세의 나이로 그의 경력과 시즌이 조숙하게 끝났다. 자신의 부상이 자신의 경력의 마지막 이미지가 되는 데 거부한 바클리는 4달 후에 마지막 하나의 경기에 돌아왔다. 2000년 4월 19일 밴쿠버 그리즐리스를 상대로 자신의 경력에 공통 트레이드마크인 모욕적 리바운드와 풋백에 추억적인 바스켓을 득점하였다.
이 경기 후에 즉시 은퇴를 하고 자신의 16년 동안의 NBA 명예의 전당 경력을 끝냈다.

## 수상 내역
- 1회 NBA MVP (1993)
- 11회 NBA 올스타 게임 (1987~1997)
- 5회 NBA 퍼스트팀 (1988~1991, 1993)
- 5회 NBA 세컨드팀 (1986~1987, 1992, 1994~1995)
- 1985 NBA 신인상
- 1회 NBA 올스타 게임 MVP (1991)
- 오번 대학교 34번 영구 결번
- 필라델피아 세븐티식서스 34번 영구 결번
- 피닉스 선즈 34번 영구 결번
- 1996년 NBA 위대한 50인
- 2006년 명예의 전당 헌액
- 1992년 바르셀로나 금메달
- 1996년 애틀랜타 금메달

## 같이 보기
- 날스 바클리